# Beaucamps-le-Vieux
Beaucamps-le-Vieux – miejscowość i gmina we Francji, w regionie Hauts-de-France, w departamencie Somma.
Według danych na rok 2011 gminę zamieszkiwały 1424 osoby, a gęstość zaludnienia wynosiła 284 osoby/km² (wśród 2293 gmin Pikardii Beaucamps-le-Vieux plasuje się na 204. miejscu pod względem liczby ludności, natomiast pod względem powierzchni na miejscu 873.).